# فوگی حرام‌زاده است
فوگی حرام‌زاده است ((به آلمانی: F. est un salaud)؛ یا (به آلمانی: De Fögi isch en Souhund)) فیلمی فرانسوی / سوئیسی محصول ۱۹۹۸ است که بر اساس رمان ter fögi isch e souhung مارتین فرانک ساخته شده است. این فیلم در زوریخ سوئیس فیلمبرداری شده است. داستان فیلم اوایل دهه ۱۹۷۰ زوریخ رخ می‌دهد. این فیلم در سال ۱۹۹۹ در جشنواره فیلم لوکارنو، و جشنواره بین‌المللی فیلم تورنتو همچنین در ۱۹۹۸ در جشنواره بین‌المللی فیلم تورنتو به نمایش درآمد.

## خلاصه داستان
بنی، ۱۵ ساله، با خواننده اصلی گروه راک «مینک‌ها»، فوگی مولر، که ده سال از او بزرگتر است، وارد یک رابطه می‌شود. فوگی با با زرق و برق دنیای نوازندهٔ راک بودن او را اسیر و به عنوان "Roadie" گروه می‌پذیرد، در عین حال او را اغوا می‌کند. بنی بدون هیچ شکی دنبال او می‌رود، حتی در اعتیاد به مواد مخدر دنباله‌رو او می‌شود. معصومیت جوانی بنی در مجموعه‌ای از سکس، نوشیدنی‌ها، مواد مخدر و راک‌اند رول از بین می‌رود. او در پایان به فحشا روی می‌آورد تا هزینهٔ اعتیاد فوگی را بپردازد.

## بازیگران اصلی
- فردریک آندراو در نقش فوگی
- وینسنت برانشن در نقش بنی مولر
- اورس پیتر هالتر در نقش توبی
- ژان پیر فون داخ در نقش وده